# Indian Key (Dix-mille îles)
Pour les articles homonymes, voir Indian Key (Upper Keys).
Indian Key est une île des Dix-mille îles, archipel des États-Unis d'Amérique situé dans l'océan Atlantique au sud-ouest de la péninsule de Floride. Elle est située dans le golfe du Mexique et relève du parc national des Everglades.